# Place du 18-Octobre
La place du 18-Octobre est une place de Châteaudun, chef-lieu d'arrondissement d'Eure-et-Loir, dans la région Centre-Val de Loire.

## Historique
Après l'incendie du 20 juin 1723 au cours duquel 1 022 maisons (240 dans la ville et 782 dans le faubourg Saint-Valérien) sont détruites et près de 80 % de la population se trouve sans abri, le Conseil d'État, par arrêt du 6 septembre 1723 désigne Jules Michel Alexandre Hardouin architecte de la réédification de la ville. Au début du mois de décembre 1723, après un séjour de 32 jours sur place et l'assistance de 4 dessinateurs, il présente à Louis XV et à son conseil le nouveau plan de la ville, lequel prévoit, au centre de cet espace urbain, une grande place rectangulaire, où doivent émerger de la scénographie urbaine 4 bâtiments publics évocateurs du pouvoir, l'hôtel de ville, le bailliage, l'élection et le grenier à sel.

## Caractéristiques
La place du 18-Octobre est la place principale du centre-ville de Châteaudun. Il s'agit d'une place rectangulaire, l'axe principal, orienté nord-nord-ouest/sud-sud-est mesurant environ 120 m de long, et l'axe secondaire environ 80 m.

## Historique
La place porte la date de la bataille de Châteaudun, qui s'est tenue le 18 octobre 1870 pendant la guerre franco-allemande.

## Bâtiments

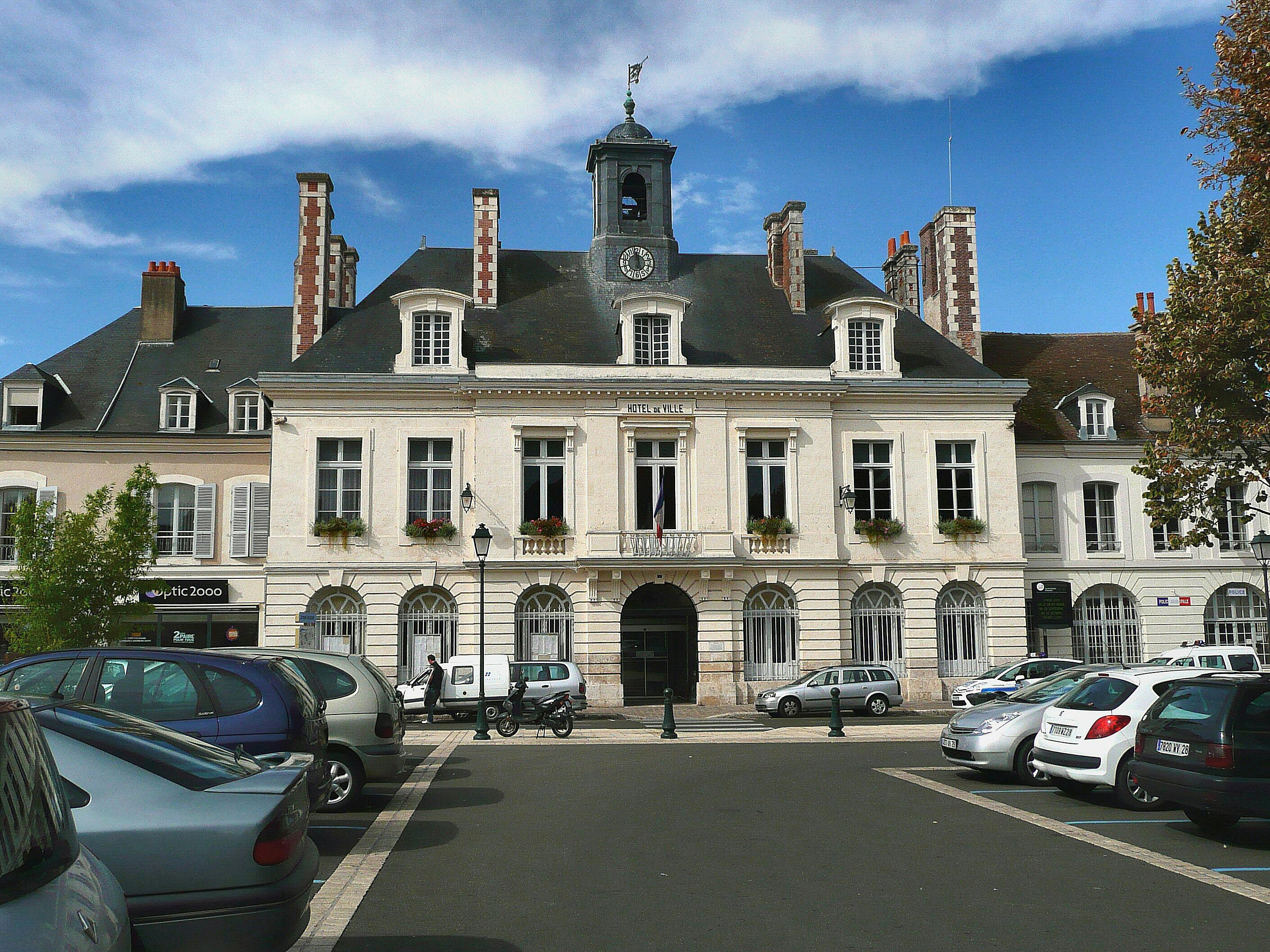
L'hôtel de ville de Châteaudun, sur la place.

L'hôtel de ville de Châteaudun est situé sur le côté ouest de la place, au no 2.
L'intégralité des immeubles bordant la place (44), numérotés de 1 à 39, dont l'hôtel de ville, sont protégés au titre des monuments historiques,.

## Sources
- Simon Robert et Evelyne Grunberg, Châteaudun - 1723-1914, de l'incendie à la Belle Époque. Deux siècles d'urbanisme, Ville de Châteaudun, 2007, 191 p. (ISBN 978-2-95223-631-7)